# 安善
29°54′N 52°24′E / 29.9°N 52.4°E

青铜时代的埃兰和安善的位置

安善（现代波斯语：‎）是古代波斯湾地区的一座城市，位于今伊朗伊斯兰共和国西南部法尔斯省省会设拉子西北36公里的扎格罗斯山脉中，从前3千年起成为埃兰的首都之一，也是后来波斯帝国阿契美尼德王朝的发祥地之一。

## 前波斯历史
在1973年以前，安善又被称为塔利-马尔彦，学者们都假定它位于扎格罗斯山脉中部。
埃兰古城安善的历史十分久远。它在早期苏美尔史诗《恩美尔卡与阿拉塔之王》中就已经出现，被称为从乌鲁克到传说中的阿拉塔的“必经之地”，显示它在该史诗创作之时就已经很繁荣了。在很长一段时间里，安善以自己的力量为埃兰的数个王朝提供支援，并把影响扩大到埃兰的其他重要城市。
阿卡德国王马尼什图舒宣称征服了安善，但他去世后，阿卡德帝国就衰弱了，埃兰阿万王朝后裔、苏撒总督库提克-因舒希纳克宣布从阿卡德独立，并占领了安善。一些学者推测“阿万”就是安善的变体。之后，拉格什的统治者古地亚宣布征服安善，而乌尔第三王朝的统治者舒尔基和舒-辛都在当地设立了自己的总督。然而他们的继承者伊比-辛在位期间似乎失去了对安善的控制，最终埃兰于前2004年洗劫了乌尔，将伊比-辛擒获，并与南纳神像一起运到了安善，乌尔第三王朝灭亡。
自前15世纪起，苏撒的埃兰统治者开始使用“安善与苏撒之王”的头衔（在阿卡德语文献中，头衔中两座城市的位置颠倒的，即为“苏撒与安善之王”），显示安善和苏撒在“中埃兰时期”的大部分时间里事实上是统一在一国之内的。最后一位使用该头衔的埃兰国王是舒特鲁克-纳珲特二世（约前717年－前699年在位）。

## 波斯帝国的摇篮
西元前700年左右，阿契美尼德家族的始祖阿契美尼斯以安善城为中心建立了波斯王国，但仍然受到埃兰的制约。到阿契美尼斯之子铁伊斯佩斯在位时期，安善完全被阿契美尼德家族所控制，已经是一个独立于埃兰的波斯人小王国，铁伊斯佩斯还自称“安善国王”，以安善为中心的波斯人聚集区遂因成为波斯人的故乡而被称为“法尔斯”（以今伊朗法尔斯省为中心）。铁伊斯佩斯之后阿契美尼德家族分为安善和波斯两支，安善国王由居鲁士一世及其后代担任，直到居鲁士一世的孙子居鲁士二世（居鲁士大帝）崛起，安善成为统一的波斯帝国的核心城市。